# Festival di Sanremo 2017
Il sessantasettesimo Festival di Sanremo si è svolto al teatro Ariston di Sanremo dal 7 all'11 febbraio 2017 con la conduzione, per il terzo anno consecutivo, di Carlo Conti, il quale è stato anche direttore artistico. In questa edizione Conti è stato affiancato da Maria De Filippi.
L'orchestra è stata diretta da Pinuccio Pirazzoli, la regia è stata curata da Maurizio Pagnussat e la scenografia è stata disegnata da Riccardo Bocchini, tutti riconfermati per la terza volta consecutiva. Inoltre, per la prima volta, la kermesse ha avuto come sponsor unico l'azienda di telecomunicazioni TIM.
Vi hanno partecipato 30 artisti con altrettanti brani suddivisi in due sezioni: Campioni (composta da 22 cantanti noti) e Nuove proposte (composta da 8 giovani cantanti emergenti).
Il vincitore della sezione Campioni del Festival è stato Francesco Gabbani con la canzone Occidentali's Karma, mentre per la sezione Nuove proposte ha vinto Lele con il brano Ora mai. Il Premio della Critica "Mia Martini" è andato ai brani Vietato morire di Ermal Meta per la sezione Campioni e Canzone per Federica di Maldestro per la sezione Nuove proposte.
Avendo vinto il Festival, Francesco Gabbani ha potuto rappresentare l'Italia all'Eurovision Song Contest 2017 tenutosi a Kiev, in Ucraina, concludendolo al sesto posto e vincendo il premio Marcel Bezençon
Con il 50,7% di share medio questa è risultata essere, in termini di share, la seconda edizione più vista dal 2005 dopo quella del 2018.

## Conduzione
La conduzione di Carlo Conti è stata confermata dallo stesso presentatore già durante la conferenza stampa tenutasi il giorno dopo la finale del Festival di Sanremo 2016. Si tratta della terza esperienza consecutiva di Conti alla conduzione del Festival.
Dal 5 gennaio 2017 diverse testate giornalistiche hanno riportato la notizia di una possibile trattativa con Maria De Filippi, volto di punta del palinsesto di Canale 5, per averla come co-conduttrice della sessantasettesima edizione del Festival. Il 10 gennaio il settimanale Chi ha dichiarato che la presentatrice avrebbe accettato l'invito di Conti. Maria De Filippi, pur prendendo le distanze dalle affermazioni attribuitele nell'articolo, non ha smentito l'accordo, affermando che una sua eventuale partecipazione sarebbe stata comunicata solo in occasione della conferenza stampa di presentazione del Festival di Sanremo 2017 prevista per il giorno seguente. Durante il suddetto evento, Carlo Conti e Maria De Filippi hanno effettivamente confermato di persona la presenza della conduttrice. Riguardo ad essa, la De Filippi ha affermato che: «Il Festival è di Carlo. Ho chiesto che nei titoli di testa venisse scritto conduce Carlo Conti con Maria De Filippi.».
Dopo diversi giorni di indiscrezioni, il 20 gennaio viene confermata anche la presenza del comico Maurizio Crozza, al quale sono affidati intermezzi comico-satirici realizzati in collegamento da Milano per tutte e cinque le serate della manifestazione. Infine, Rocco Tanica ha svolto il suo consueto ruolo di inviato speciale in collegamento dalla Sala Stampa dell'Ariston.

## Direzione artistica e autori
Durante la presentazione dei palinsesti Rai avvenuta a Milano il 24 giugno 2015, il direttore di Rai 1 Giancarlo Leone aveva già rivelato che Carlo Conti avrebbe svolto il ruolo di direttore artistico della kermesse fino al 2017. Il presentatore ha presieduto la Commissione Musicale composta da Carolina Di Domenico, Gianmaurizio Foderaro, Pinuccio Pirazzoli e Ema Stokholma. Lo stesso Leone ha contribuito alla direzione artistica.
Gli autori sono Carlo Conti, Riccardo Cassini, Martino Clericetti, Mario D'Amico, Emanuele Giovannini, Ivana Sabatini e Leopoldo Siano.

## Partecipanti

### SezioneCampioni

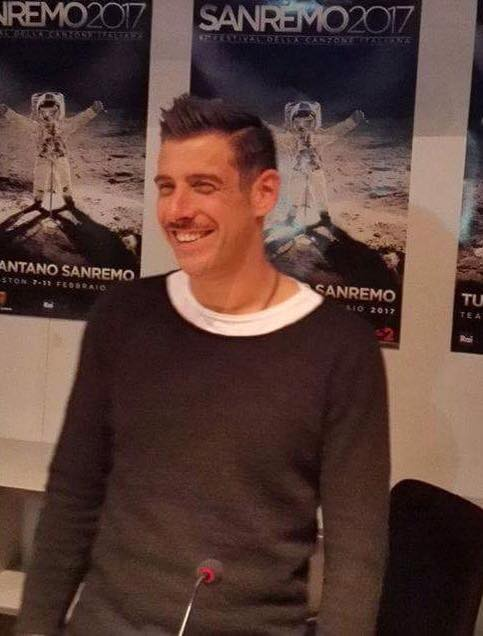
Francesco Gabbani, il vincitore del Festival di Sanremo 2017 per la sezione Campioni.

Le canzoni sono state scelte e/o gli artisti sono stati invitati dal direttore artistico Carlo Conti, il quale si è potuto avvalere della consulenza della commissione musicale.
I nomi dei 22 artisti della sezione Campioni e i titoli delle relative canzoni sono stati rivelati dal presentatore e direttore artistico Carlo Conti il 12 dicembre 2016 nel corso del programma in prima serata Sarà Sanremo.
| Interprete          | Ultime partecipazioni al Festival   |
| ------------------- | ----------------------------------- |
| Al Bano             | 2011                                |
| Alessio Bernabei    | 2016                                |
| Bianca Atzei        | 2015                                |
| Chiara              | 2015                                |
| Clementino          | 2016                                |
| Elodie              | Esordiente                          |
| Ermal Meta          | 2016 (nella sezione Nuove proposte) |
| Fabrizio Moro       | 2010                                |
| Fiorella Mannoia    | 1988                                |
| Francesco Gabbani   | 2016 (nella sezione Nuove proposte) |
| Gigi D'Alessio      | 2012                                |
| Giusy Ferreri       | 2014                                |
| Lodovica Comello    | Esordiente                          |
| Marco Masini        | 2015                                |
| Michele Bravi       | Esordiente                          |
| Michele Zarrillo    | 2008                                |
| Nesli & Alice Paba  | 2015 ed Esordiente                  |
| Paola Turci         | 2001                                |
| Raige e Giulia Luzi | Esordienti                          |
| Ron                 | 2014                                |
| Samuel              | 2000 (come membro dei Subsonica)    |
| Sergio Sylvestre    | Esordiente                          |

### SezioneNuove proposte

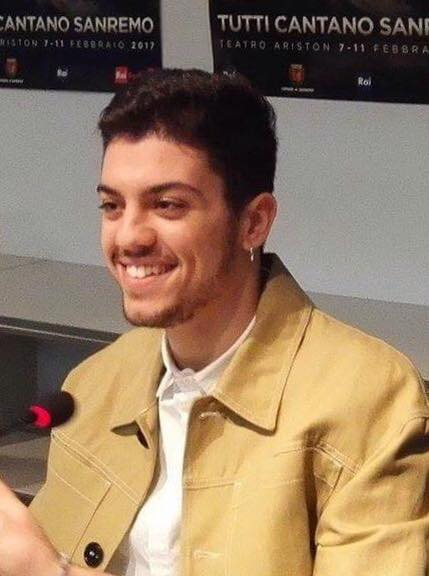
Lele, il vincitore del Festival di Sanremo 2017 per la sezione Nuove proposte.

6 delle 8 Nuove proposte sono state scelte attraverso Sanremo Giovani, un'apposita selezione suddivisa in tre fasi. Nella prima, la fase di ascolto, i candidati hanno dovuto proporre i loro brani attraverso le rispettive case/etichette discografiche, i quali sono stati ascoltati e valutati dalla Commissione Musicale. Complessivamente, le richieste di partecipazione sono state 572, delle quali 560 sono state ritenute valide. Per la seconda fase, la commissione ha selezionato 60 candidati e li ha convocati per un'audizione a porte chiuse tenutasi a Roma il 25 ottobre. Come da regolamento, a questi si è aggiunta anche Ethan Lara, vincitore del Festival di Castrocaro 2016. In seguito, la commissione ha reso noti i nomi dei 12 finalisti che hanno avuto accesso all'ultima selezione tenutasi durante il programma Sanremo Giovani, quest'anno rinominato Sarà Sanremo. Al termine della serata, sono risultati vincitori Francesco Guasti, Lele, Leonardo Lamacchia, Maldestro, Marianne Mirage e Tommaso Pini.
Gli altri due artisti provengono dal concorso parallelo Area Sanremo. La commissione artistica composta da Massimo Cotto (presidente), Franco Zanetti e Stefano Senardi ha ascoltato le 414 proposte pervenute, selezionandone 70 per un'ulteriore audizione. I finalisti si sono dunque esibiti l'11 novembre di fronte alla medesima commissione ampliata da Andrea Mirò e Antonio Vandoni. Il giorno seguente sono stati annunciati gli 8 vincitori, ovvero Braschi, Marika Adele, Carlo Bolacchi, Carmen Alessandrello, Ylenia Lucisano, Diego Esposito, Andrea Corona e Valeria Farinacci, i quali si sono esibiti un'ultima volta di fronte alla Commissione Rai. I nomi dei due artisti selezionati, Braschi e Valeria Farinacci, sono stati resi noti il 12 dicembre nel corso della diretta di Sarà Sanremo.
| Interprete         | Ultime partecipazioni al Festival |
| ------------------ | --------------------------------- |
| Braschi            | Esordiente                        |
| Francesco Guasti   | Esordiente                        |
| Lele               | Esordiente                        |
| Leonardo Lamacchia | Esordiente                        |
| Maldestro          | Esordiente                        |
| Marianne Mirage    | Esordiente                        |
| Tommaso Pini       | Esordiente                        |
| Valeria Farinacci  | Esordiente                        |

## Classifica finale

### SezioneCampioni
| Posizione | Artista             | Brano                    | Autori                                                   |
| --------- | ------------------- | ------------------------ | -------------------------------------------------------- |
| 1º        | Francesco Gabbani   | Occidentali's Karma      | F. Ilacqua, F. Gabbani, L. Chiaravalli, F. Gabbani       |
| 2º        | Fiorella Mannoia    | Che sia benedetta        | Amara, S. Mineo                                          |
| 3º        | Ermal Meta          | Vietato morire           | E. Meta                                                  |
| 4º        | Michele Bravi       | Il diario degli errori   | Cheope, F. Abbate, G. Anastasi                           |
| 5º        | Paola Turci         | Fatti bella per te       | G. Anania, L. Chiaravalli, D. Simonetta, P. Turci        |
| 6º        | Sergio Sylvestre    | Con te                   | Giorgia, S. Sylvestre, S. Maiuolo                        |
| 7º        | Fabrizio Moro       | Portami via              | F. Mobrici, R. Cardelli                                  |
| 8º        | Elodie              | Tutta colpa mia          | E. Marrone, O. Angiuli, G. Pollex, F. Cianciola          |
| 9º        | Bianca Atzei        | Ora esisti solo tu       | F. Silvestre                                             |
| 10º       | Samuel              | Vedrai                   | Samuel, C. Rigano, R. Onori                              |
| 11º       | Michele Zarrillo    | Mani nelle mani          | M. Zarrillo, G. Artegiani                                |
| 12º       | Lodovica Comello    | Il cielo non mi basta    | A. Di Martino, F. Abbate, D. Faini, F. Ferraguzzo        |
| 13º       | Marco Masini        | Spostato di un secondo   | M. Masini, Zibba, D. Calvetti                            |
| 14º       | Chiara              | Nessun posto è casa mia  | N. Verrienti, C. Verrienti                               |
| 15º       | Alessio Bernabei    | Nel mezzo di un applauso | R. Casalino, D. Faini, V. Casagrande                     |
| 16º       | Clementino          | Ragazzi fuori            | C. Maccaro, F. Rizzo, P. M. Lombroni Capalbo, S. Tognini |
| NF (E4)   | Al Bano             | Di rose e di spine       | M. Fabrizio, A. Carrisi, K. Astarita                     |
| NF (E4)   | Gigi D'Alessio      | La prima stella          | G. D'Alessio                                             |
| NF (E4)   | Ron                 | L'ottava meraviglia      | M. Del Forno, Ron, F. Caprara, E. Mangia                 |
| NF (E4)   | Giusy Ferreri       | Fa talmente male         | R. Casalino, Takagi, Ketra, P. Catalano                  |
| NF (E2)   | Nesli & Alice Paba  | Do retta a te            | Nesli, Brando                                            |
| NF (E2)   | Raige e Giulia Luzi | Togliamoci la voglia     | L. Chiaravalli, A. Iammarino, A. Vella, Zibba            |

### SezioneNuove proposte
| Posizione | Interprete         | Canzone                        | Autori                              |
| --------- | ------------------ | ------------------------------ | ----------------------------------- |
| 1º        | Lele               | Ora mai                        | Lele, R. Di Benedetto, R. Canale    |
| 2º        | Maldestro          | Canzone per Federica           | Maldestro                           |
| 3º        | Francesco Guasti   | Universo                       | F. Guasti, M. Musumeci, F. Ciccotti |
| 4º        | Leonardo Lamacchia | Ciò che resta                  | M. Lusini, G. Pollex, L. Lamacchia  |
| NF        | Braschi            | Nel mare ci sono i coccodrilli | F. Braschi, M. Marches              |
| NF        | Marianne Mirage    | Le canzoni fanno male          | Kaballà, F. Bianconi                |
| NF        | Tommaso Pini       | Cose che danno ansia           | A. F. Dall'Ora, T. Pini, A. Amati   |
| NF        | Valeria Farinacci  | Insieme                        | G. Anastasi                         |

## Regolamento e serate
Il regolamento e la composizione delle serate sono molto simili a quelli dell'edizione passata. Attraverso i quattro sistemi di votazione, ovvero televoto, Giuria della Sala Stampa, Giuria Demoscopica e Giuria degli Esperti, si è arrivati alla proclamazione delle canzoni vincitrici nelle sezioni Campioni e Nuove proposte. Tuttavia, rispetto alle altre due edizioni precedenti dirette da Carlo Conti, sono stati apportati alcuni cambiamenti:
- Il primo regolamento del Festival di Sanremo 2017, diffuso il 20 ottobre 2016, contemplava 20 artisti in gara nella sezione Campioni.[40] Tuttavia, poiché in seguito il numero dei partecipanti è aumentato da 20 a 22, si è dovuta modificare la struttura della gara.[41] In ciascuna delle prime due serate si sono dunque esibiti 11 Campioni: di questi, gli ultimi tre classificati nella graduatoria combinata sono stati provvisoriamente eliminati. Nella terza serata i sei artisti esclusi non hanno eseguito la cover ma hanno partecipato a un girone eliminatorio, al termine del quale due artisti sono stati definitivamente eliminati.[6]
- Il Torneo delle cover non è più strutturato in sfide da quattro ma è un'unica manche di 16 artisti.[6]
- Le votazioni precedenti alla quarta puntata vengono azzerate.[6]
- La gara delle Nuove proposte ha abbandonato le sfide uno contro uno ad eliminazione diretta ed è tornata alla sua struttura classica: i primi quattro artisti il mercoledì, gli altri quattro il giovedì e la finale il venerdì.[6]

### Prima serata
Nel corso della prima serata si sono esibiti 11 dei 22 Campioni in gara. Le canzoni sono state votate dal pubblico a casa tramite televoto e dalla Giuria della Sala Stampa. I due distinti risultati percentualizzati hanno pesato entrambi per il 50% sulla graduatoria combinata. In base ad essa, al termine della serata, gli artisti nelle prime 8 posizioni sono stati ammessi alla quarta serata, mentre quelli agli ultimi 3 posti sono stati provvisoriamente eliminati.

#### Campioni
- Al ripescaggio

| Ordine di uscita | Artista          | Brano                    | Televoto (50%) | Televoto (50%) | Sala Stampa (50%) | Sala Stampa (50%) | Totale | Totale                |
| Ordine di uscita | Artista          | Brano                    | %              | Graduatoria    | %                 | Graduatoria       | %      | Graduatoria combinata |
| ---------------- | ---------------- | ------------------------ | -------------- | -------------- | ----------------- | ----------------- | ------ | --------------------- |
| 1                | Giusy Ferreri    | Fa talmente male         | 3,25%          | 11             | 2,34%             | 9                 | 2,80%  | 11                    |
| 2                | Fabrizio Moro    | Portami via              | 14,09%         | 2              | 10,42%            | 4                 | 12,25% | 3                     |
| 3                | Elodie           | Tutta colpa mia          | 10,91%         | 4              | 10,16%            | 5                 | 10,54% | 4                     |
| 4                | Lodovica Comello | Il cielo non mi basta    | 13,76%         | 3              | 2,08%             | 10                | 7,92%  | 6                     |
| 5                | Fiorella Mannoia | Che sia benedetta        | 16,53%         | 1              | 23,43%            | 1                 | 19,98% | 1                     |
| 6                | Alessio Bernabei | Nel mezzo di un applauso | 9,36%          | 6              | 1,56%             | 11                | 5,46%  | 8                     |
| 7                | Al Bano          | Di rose e di spine       | 7,54%          | 7              | 7,03%             | 6                 | 7,29%  | 7                     |
| 8                | Samuel           | Vedrai                   | 4,62%          | 9              | 15,89%            | 3                 | 10,25% | 5                     |
| 9                | Ron              | L'ottava meraviglia      | 3,74%          | 10             | 4,95%             | 7                 | 4,34%  | 10                    |
| 10               | Clementino       | Ragazzi fuori            | 6,35%          | 8              | 3,91%             | 8                 | 5,13%  | 9                     |
| 11               | Ermal Meta       | Vietato morire           | 9,85%          | 5              | 18,23%            | 2                 | 14,04% | 2                     |

Ospiti
- Tiziano Ferro: Mi sono innamorato di te (in ricordo di Luigi Tenco, cantata in apertura di serata), Potremmo ritornare[44].
- Raoul Bova e Rocío Muñoz Morales[45]
- Gruppo di soccorritori in rappresentanza degli intervenuti presso la valanga di Rigopiano e altre calamità[44]
- Paola Cortellesi e Antonio Albanese: Un mondo di parole[46]
- Ricky Martin: medley Livin' la vida loca / Shake Your Bon-Bon / Vente pá ca / La mordidita / La bomba / María / La copa de la vida[47]
- Diletta Leotta[48]
- Amadeus (dalla platea)
- Ubaldo Pantani: imitazione di Bob Dylan[49]
- Clean Bandit (con Anne-Marie): Rockabye[50]
- Marco Cusin e Valentina Diouf[51]

### Seconda serata
All'inizio della seconda serata si sono esibiti i primi 4 artisti della sezione Nuove proposte. Le canzoni sono state votate dal pubblico a casa tramite il televoto e dalla Giuria della Sala Stampa. I due distinti risultati percentualizzati hanno pesato entrambi per il 50% nella realizzazione della graduatoria combinata. I due artisti più votati hanno avuto accesso alla finale della quarta serata.
Di seguito, si sono esibiti i restanti 11 dei 22 Campioni in gara. Le canzoni sono state votate dal pubblico a casa tramite televoto e dalla Giuria della Sala Stampa. I due distinti risultati percentualizzati hanno pesato entrambi per il 50% sulla graduatoria combinata. In base ad essa, al termine della serata, gli artisti nelle prime 8 posizioni sono stati ammessi alla quarta serata, mentre quelli agli ultimi 3 posti sono stati provvisoriamente eliminati.

#### Nuove proposte
Eliminato
| Ordine di uscita | Artista            | Brano                          | Televoto (50%) | Televoto (50%) | Sala Stampa (50%) | Sala Stampa (50%) | Totale | Totale      |
| Ordine di uscita | Artista            | Brano                          | %              | Graduatoria    | %                 | Graduatoria       | %      | Graduatoria |
| ---------------- | ------------------ | ------------------------------ | -------------- | -------------- | ----------------- | ----------------- | ------ | ----------- |
| 1                | Marianne Mirage    | Le canzoni fanno male          | 19,04%         | 3              | 28,75%            | 1                 | 23,90% | 3           |
| 2                | Francesco Guasti   | Universo                       | 36,47%         | 1              | 23,75%            | 3                 | 30,11% | 1           |
| 3                | Braschi            | Nel mare ci sono i coccodrilli | 16,58%         | 4              | 22,92%            | 4                 | 19,75% | 4           |
| 4                | Leonardo Lamacchia | Ciò che resta                  | 27,91%         | 2              | 24,58%            | 2                 | 26,25% | 2           |

#### Campioni
- Al ripescaggio

| Ordine di uscita | Artista             | Brano                   | Televoto (50%) | Televoto (50%) | Sala Stampa (50%) | Sala Stampa (50%) | Totale | Totale                |
| Ordine di uscita | Artista             | Brano                   | %              | Graduatoria    | %                 | Graduatoria       | %      | Graduatoria combinata |
| ---------------- | ------------------- | ----------------------- | -------------- | -------------- | ----------------- | ----------------- | ------ | --------------------- |
| 1                | Bianca Atzei        | Ora esisti solo tu      | 5,02%          | 9              | 2,80%             | 10                | 3,90%  | 11                    |
| 2                | Marco Masini        | Spostato di un secondo  | 7,72%          | 5              | 11,66%            | 3                 | 9,70%  | 5                     |
| 3                | Nesli & Alice Paba  | Do retta a te           | 7,19%          | 6              | 2,56%             | 11                | 4,87%  | 10                    |
| 4                | Sergio Sylvestre    | Con te                  | 11,96%         | 2              | 8,86%             | 6                 | 10,41% | 4                     |
| 5                | Gigi D'Alessio      | La prima stella         | 11,32%         | 3              | 4,43%             | 8                 | 7,88%  | 6                     |
| 6                | Michele Bravi       | Il diario degli errori  | 22,93%         | 1              | 10,02%            | 4                 | 16,48% | 2                     |
| 7                | Paola Turci         | Fatti bella per te      | 4,59%          | 11             | 17,72%            | 2                 | 11,16% | 3                     |
| 8                | Francesco Gabbani   | Occidentali's Karma     | 11,30%         | 4              | 22,84%            | 1                 | 17,07% | 1                     |
| 9                | Michele Zarrillo    | Mani nelle mani         | 6,72%          | 7              | 4,43%             | 9                 | 5,58%  | 8                     |
| 10               | Chiara              | Nessun posto è casa mia | 6,36%          | 8              | 9,09%             | 5                 | 7,72%  | 7                     |
| 11               | Raige e Giulia Luzi | Togliamoci la voglia    | 4,89%          | 10             | 5,59%             | 7                 | 5,24%  | 9                     |

Ospiti
- Hiroki Hara (performer)[55]
- Francesco Totti[56]
- Robbie Williams: Love My Life[57]
- Giorgia: E poi / Come saprei / Di sole e d'azzurro e Vanità[58]
- Keanu Reeves[59]
- Enrico Brignano, Flavio Insinna e Gabriele Cirilli[60]
- Biffy Clyro: Re-Arrange[54]
- Sveva Alviti[54]

### Terza serata
Nel corso della terza serata si sono esibiti i restanti 4 artisti della sezione Nuove proposte. Le canzoni sono state votate dal pubblico a casa tramite il televoto e dalla Giuria della Sala Stampa. I due distinti risultati percentualizzati hanno pesato entrambi per il 50% nella realizzazione della graduatoria combinata. I due artisti più votati hanno avuto accesso alla finale della quarta serata.
Di seguito, i 16 Campioni ammessi alla quarta serata hanno partecipato al Torneo delle cover, una gara parallela al concorso principale in cui ogni artista ha reinterpretato una celebre canzone italiana. Le loro esibizioni sono state votate dal pubblico a casa tramite televoto e dalla Giuria della Sala Stampa. I due distinti risultati percentualizzati hanno pesato entrambi per il 50% sulla graduatoria combinata. La canzone più votata è stata proclamata vincitrice del Torneo delle cover.
Infine, si sono esibiti i 6 Campioni esclusi nel corso delle prime due serate, le cui canzoni sono state votate dal pubblico a casa tramite il televoto e dalla Giuria della Sala Stampa. I due distinti risultati percentualizzati hanno pesato entrambi per il 50% sulla graduatoria combinata. I 4 artisti più votati sono stati riammessi alla gara, mentre gli ultimi due sono stati definitivamente eliminati.

#### Nuove proposte
Eliminato
| Ordine di uscita | Artista           | Brano                | Televoto (50%) | Televoto (50%) | Sala Stampa (50%) | Sala Stampa (50%) | Totale | Totale      |
| Ordine di uscita | Artista           | Brano                | %              | Graduatoria    | %                 | Graduatoria       | %      | Graduatoria |
| ---------------- | ----------------- | -------------------- | -------------- | -------------- | ----------------- | ----------------- | ------ | ----------- |
| 1                | Maldestro         | Canzone per Federica | 18,38%         | 3              | 28,13%            | 2                 | 23,25% | 2           |
| 2                | Tommaso Pini      | Cose che danno ansia | 17,25%         | 4              | 25,35%            | 3                 | 21,30% | 3           |
| 3                | Valeria Farinacci | Insieme              | 20,27%         | 2              | 14,92%            | 4                 | 17,60% | 4           |
| 4                | Lele              | Ora mai              | 44,10%         | 1              | 31,60%            | 1                 | 37,85% | 1           |

#### Campioni-Torneo delle cover
- Vincitore

- Secondo classificato

- Terzo classificato

| Ordine di uscita | Artista - Ospite/i                      | Brano (Artista originale - Anno)                                  | Televoto (50%) | Televoto (50%) | Sala Stampa (50%) | Sala Stampa (50%) | Totale | Totale            |
| Ordine di uscita | Artista - Ospite/i                      | Brano (Artista originale - Anno)                                  | %              | Graduatoria    | %                 | Graduatoria       | %      | Classifica finale |
| ---------------- | --------------------------------------- | ----------------------------------------------------------------- | -------------- | -------------- | ----------------- | ----------------- | ------ | ----------------- |
| 1                | Chiara - Mauro Pagani                   | Diamante (Zucchero - 1989)                                        | 4,25%          | 14             | 1,79%             | 11                | 3,02%  | 14                |
| 2                | Ermal Meta                              | Amara terra mia (Domenico Modugno - 1973)                         | 6,19%          | 8              | 21,70%            | 1                 | 13,95% | 1                 |
| 3                | Lodovica Comello                        | Le mille bolle blu (Mina - 1961)                                  | 11,12%         | 1              | 0,45%             | 15                | 5,78%  | 7                 |
| 4                | Al Bano                                 | Pregherò (Adriano Celentano - 1966)                               | 6,43%          | 7              | 1,34%             | 14                | 3,89%  | 12                |
| 5                | Fiorella Mannoia - Danilo Rea           | Sempre e per sempre (Francesco De Gregori - 2001)                 | 8,76%          | 3              | 12,08%            | 4                 | 10,42% | 4                 |
| 6                | Alessio Bernabei                        | Un giorno credi (Edoardo Bennato - 1973)                          | 6,75%          | 6              | 0,00%             | 16                | 3,38%  | 13                |
| 7                | Paola Turci                             | Un'emozione da poco (Anna Oxa - 1978)                             | 5,03%          | 11             | 17,67%            | 2                 | 11,35% | 2                 |
| 8                | Gigi D'Alessio                          | L'immensità (Don Backy - 1967)                                    | 8,43%          | 4              | 2,68%             | 10                | 5,56%  | 9                 |
| 9                | Francesco Gabbani                       | Susanna (Adriano Celentano - 1984)                                | 7,48%          | 5              | 3,80%             | 7                 | 5,64%  | 8                 |
| 10               | Marco Masini                            | Signor tenente (Giorgio Faletti - 1994)                           | 6,11%          | 9              | 14,77%            | 3                 | 10,44% | 3                 |
| 11               | Michele Zarrillo                        | Se tu non torni (Miguel Bosé - 1994)                              | 2,89%          | 15             | 1,35%             | 13                | 2,11%  | 15                |
| 12               | Elodie                                  | Quando finisce un amore (Riccardo Cocciante - 1974)               | 5,02%          | 12             | 7,83%             | 5                 | 6,43%  | 6                 |
| 13               | Samuel - Christian "Tozzo" Montanarella | Ho difeso il mio amore (Nomadi - 1968)                            | 1,85%          | 16             | 1,79%             | 12                | 1,82%  | 16                |
| 14               | Sergio Sylvestre - Soul System          | La pelle nera (Nino Ferrer - 1967)                                | 4,45%          | 13             | 3,57%             | 9                 | 4,01%  | 11                |
| 15               | Fabrizio Moro                           | La leva calcistica della classe '68 (Francesco De Gregori - 1982) | 5,09%          | 10             | 5,59%             | 6                 | 5,34%  | 10                |
| 16               | Michele Bravi                           | La stagione dell'amore (Franco Battiato - 1983)                   | 10,14%         | 2              | 3,58%             | 8                 | 6,86%  | 5                 |

Cover proposte e non eseguite dai 6 Campioni concorrenti al ripescaggio
- Bianca Atzei - Con il nastro rosa (Lucio Battisti - 1980)
- Clementino - Svalutation (Adriano Celentano - 1976)
- Giusy Ferreri - Il paradiso (Patty Pravo - 1968)
- Nesli e Alice Paba - Ma il cielo è sempre più blu (Rino Gaetano - 1975)
- Raige e Giulia Luzi - C'era un ragazzo che come me amava i Beatles e i Rolling Stones (Gianni Morandi - 1966)
- Ron (con Annalisa) - Insieme a te non ci sto più (Caterina Caselli - 1968)

#### Campioni- Ripescaggio
- Eliminato

| Ordine di uscita | Artista             | Brano                | Televoto (50%) | Televoto (50%) | Sala Stampa (50%) | Sala Stampa (50%) | Totale | Totale                |
| Ordine di uscita | Artista             | Brano                | %              | Graduatoria    | %                 | Graduatoria       | %      | Graduatoria combinata |
| ---------------- | ------------------- | -------------------- | -------------- | -------------- | ----------------- | ----------------- | ------ | --------------------- |
| 1                | Ron                 | L'ottava meraviglia  | 23,07%         | 2              | 21,17%            | 2                 | 22,12% | 1                     |
| 2                | Raige e Giulia Luzi | Togliamoci la voglia | 8,44%          | 6              | 12,61%            | 5                 | 10,53% | 6                     |
| 3                | Bianca Atzei        | Ora esisti solo tu   | 26,93%         | 1              | 12,84%            | 4                 | 19,88% | 2                     |
| 4                | Clementino          | Ragazzi fuori        | 15,86%         | 3              | 18,47%            | 3                 | 17,16% | 3                     |
| 5                | Giusy Ferreri       | Fa talmente male     | 11,14%         | 5              | 22,75%            | 1                 | 16,94% | 4                     |
| 6                | Nesli & Alice Paba  | Do retta a te        | 14,56%         | 4              | 12,16%            | 6                 | 13,36% | 5                     |

Ospiti
- Piccolo Coro dell'Antoniano: medley Il caffè della Peppina / Il valzer del moscerino / Volevo un gatto nero / Il coccodrillo come fa / Popoff / Quarantaquattro gatti / Le tagliatelle di nonna Pina  e Che sarà[66]
- Maria Pollacci (ostetrica che ha fatto nascere 7640 bambini)[67]
- Orquesta Reciclados de Cateura (orchestra con strumenti costruiti con materiali trovati nelle discariche): Libertango[68]
- Mika: Medley Grace Kelly / Good Guys / Boum Boum Boum e Jesus to a Child (in ricordo di George Michael)
- Alessandro Gassmann e Marco Giallini[69]
- Anouchka Delon (figlia di Alain) e Annabelle Belmondo (nipote di Jean-Paul)[70]
- Luca e Paolo[71]
- LP: Lost on You e Other People[72]

### Quarta serata
All'inizio della quarta serata si sono esibiti i 4 artisti finalisti della sezione Nuove proposte. Le canzoni sono state votate dal pubblico tramite il televoto, dalla Giuria Demoscopica e dalla Giuria degli Esperti. I tre distinti risultati percentualizzati hanno pesato rispettivamente per il 40%, 30% e 30% nella realizzazione della graduatoria combinata. La canzone più votata è stata proclamata vincitrice della sezione Nuove proposte. Infine, sono stati assegnati il Premio della Critica "Mia Martini" e il Premio Sala Stampa Radio-TV-Web "Lucio Dalla" per la sezione Nuove proposte.
Inoltre, si sono esibiti i 20 Campioni rimasti in gara, i cui voti precedentemente accumulati sono stati azzerati. Le canzoni sono state votate dal pubblico a casa tramite il televoto, dalla Giuria Demoscopica e dalla Giuria degli Esperti. I tre distinti risultati percentualizzati hanno pesato rispettivamente per il 40%, 30% e 30% sulla graduatoria combinata. Al termine della serata, gli artisti agli ultimi 4 posti sono stati definitivamente eliminati.

#### Nuove proposte- Finale
- Vincitore
- Secondo classificato
- Terzo classificato
- Quarto classificato

| Ordine di uscita | Artista            | Brano                | Televoto (40%) | Televoto (40%) | Giuria Demoscopica (30%) | Giuria Demoscopica (30%) | Giuria Esperti (30%) | Giuria Esperti (30%) | Totale | Totale            |
| Ordine di uscita | Artista            | Brano                | %              | Graduatoria    | %                        | Graduatoria              | %                    | Graduatoria          |        | Classifica finale |
| ---------------- | ------------------ | -------------------- | -------------- | -------------- | ------------------------ | ------------------------ | -------------------- | -------------------- | ------ | ----------------- |
| 1                | Leonardo Lamacchia | Ciò che resta        | 13,18%         | 4              | 20,34%                   | 4                        | 25,00%               | 3                    | 18,87% | 4                 |
| 2                | Lele               | Ora mai              | 51,96%         | 1              | 27,00%                   | 2                        | 31,25%               | 1                    | 38,26% | 1                 |
| 3                | Maldestro          | Canzone per Federica | 13,67%         | 3              | 22,83%                   | 3                        | 31,25%               | 1                    | 21,69% | 2                 |
| 4                | Francesco Guasti   | Universo             | 21,19%         | 2              | 29,83%                   | 1                        | 12,50%               | 4                    | 21,18% | 3                 |

#### Campioni
- Eliminato

| Ordine di uscita | Artista           | Brano                    | Televoto (40%) | Televoto (40%) | Giuria Demoscopica (30%) | Giuria Demoscopica (30%) | Giuria Esperti (30%) | Giuria Esperti (30%) | Totale | Totale    |
| Ordine di uscita | Artista           | Brano                    | %              | Graduatoria    | %                        | Graduatoria              | %                    | Graduatoria          | %      | Posizione |
| ---------------- | ----------------- | ------------------------ | -------------- | -------------- | ------------------------ | ------------------------ | -------------------- | -------------------- | ------ | --------- |
| 1                | Ron               | L'ottava meraviglia      | 3,04%          | 17             | 2,60%                    | 18                       | 1,25%                | 17                   | 2,37%  | 19        |
| 2                | Chiara            | Nessun posto è casa mia  | 3,09%          | 16             | 3,70%                    | 12                       | 5,00%                | 9                    | 3,84%  | 11        |
| 3                | Samuel            | Vedrai                   | 2,23%          | 19             | 5,10%                    | 8                        | 6,25%                | 7                    | 4,30%  | 9         |
| 4                | Al Bano           | Di rose e di spine       | 5,61%          | 7              | 2,67%                    | 17                       | 0,00%                | 19                   | 3,04%  | 17        |
| 5                | Ermal Meta        | Vietato morire           | 6,50%          | 5              | 6,35%                    | 5                        | 10,00%               | 2                    | 7,51%  | 4         |
| 6                | Michele Bravi     | Il diario degli errori   | 13,04%         | 1              | 4,62%                    | 10                       | 15,00%               | 1                    | 11,10% | 2         |
| 7                | Fiorella Mannoia  | Che sia benedetta        | 10,55%         | 2              | 14,55%                   | 1                        | 10,00%               | 2                    | 11,59% | 1         |
| 8                | Clementino        | Ragazzi fuori            | 3,80%          | 11             | 2,70%                    | 16                       | 6,25%                | 8                    | 4,20%  | 10        |
| 9                | Lodovica Comello  | Il cielo non mi basta    | 5,27%          | 8              | 3,12%                    | 15                       | 2,50%                | 15                   | 3,79%  | 12        |
| 10               | Gigi D'Alessio    | La prima stella          | 5,63%          | 6              | 2,22%                    | 19                       | 0,00%                | 20                   | 2,92%  | 18        |
| 11               | Paola Turci       | Fatti bella per te       | 3,27%          | 14             | 7,72%                    | 3                        | 8,75%                | 4                    | 6,25%  | 5         |
| 12               | Marco Masini      | Spostato di un secondo   | 3,43%          | 13             | 4,23%                    | 11                       | 3,75%                | 10                   | 3,76%  | 13        |
| 13               | Francesco Gabbani | Occidentali's Karma      | 7,38%          | 3              | 8,65%                    | 2                        | 6,87%                | 5                    | 7,61%  | 3         |
| 14               | Michele Zarrillo  | Mani nelle mani          | 2,91%          | 18             | 3,40%                    | 13                       | 3,75%                | 10                   | 3,31%  | 15        |
| 15               | Bianca Atzei      | Ora esisti solo tu       | 6,57%          | 4              | 4,83%                    | 9                        | 3,13%                | 14                   | 5,02%  | 7         |
| 16               | Sergio Sylvestre  | Con te                   | 3,96%          | 10             | 6,81%                    | 4                        | 3,75%                | 10                   | 4,75%  | 8         |
| 17               | Elodie            | Tutta colpa mia          | 3,16%          | 15             | 5,65%                    | 7                        | 1,25%                | 17                   | 3,34%  | 14        |
| 18               | Fabrizio Moro     | Portami via              | 5,27%          | 8              | 6,03%                    | 6                        | 6,87%                | 5                    | 5,98%  | 6         |
| 19               | Giusy Ferreri     | Fa talmente male         | 1,75%          | 20             | 3,37%                    | 14                       | 1,88%                | 16                   | 2,27%  | 20        |
| 20               | Alessio Bernabei  | Nel mezzo di un applauso | 3,54%          | 12             | 1,68%                    | 20                       | 3,75%                | 10                   | 3,05%  | 16        |

Ospiti
- Compagnia acrobatica Kitonb[75]
- Gaetano Moscato e suo nipote Filippo (sopravvissuti alla strage di Nizza)[76]
- Luca Zingaretti[77]
- Antonella Clerici[78]
- Peppe Vessicchio[79]
- Marica Pellegrinelli (compagna di Eros Ramazzotti)[80]
- Virginia Raffaele: imitazione di Sandra Milo[81]
- Giorgio Moroder, che ha ricevuto da Davide Rossi il Premio "Città di Sanremo"[82]
- Karen Harding: medley Take My Breath Away / Hot Stuff, Flashdance... What a Feeling / Call Me (omaggio a Giorgio Moroder)[82]
- Robin Schulz: Shed a Light (con i Cheat Codes)[74]
- Tina Kunakey Di Vita (compagna di Vincent Cassel)[83]

### Quinta serata - Finale
All'inizio della quinta serata si sono esibiti i 16 Campioni finalisti, i cui voti precedentemente accumulati sono stati azzerati. Le canzoni sono state votate dal pubblico a casa tramite il televoto, dalla Giuria Demoscopica e dalla Giuria degli Esperti. I tre distinti risultati percentualizzati hanno pesato rispettivamente per il 40%, 30% e 30% nella realizzazione della classifica finale.
Gli artisti alle prime tre posizioni della graduatoria combinata sono stati ammessi alla seconda fase della finale, durante la quale si è proceduto ad un'ulteriore votazione azzerando il punteggio precedentemente acquisito e impiegando il medesimo sistema. La canzone più votata è stata proclamata vincitrice della sezione Campioni. Infine, sono stati assegnati il Premio della Critica "Mia Martini" e il Premio Sala Stampa Radio-TV-Web "Lucio Dalla" per la sezione Campioni, il Premio "Sergio Bardotti" per il miglior testo, il Premio "Giancarlo Bigazzi" al miglior arrangiamento e il Premio TIMmusic.

#### Campioni- Finale - 1ª parte
- Ammesso alla finale a tre

| Ordine di uscita | Artista           | Brano                    | Televoto (40%) | Televoto (40%) | Giuria Demoscopica (30%) | Giuria Demoscopica (30%) | Giuria Esperti (30%) | Giuria Esperti (30%) | Totale | Totale            |
| Ordine di uscita | Artista           | Brano                    | %              | Graduatoria    | %                        | Graduatoria              | %                    | Graduatoria          | %      | Classifica finale |
| ---------------- | ----------------- | ------------------------ | -------------- | -------------- | ------------------------ | ------------------------ | -------------------- | -------------------- | ------ | ----------------- |
| 1                | Elodie            | Tutta colpa mia          | 5,99%          | 8              | 6,78%                    | 6                        | 3,13%                | 10                   | 5,37%  | 8                 |
| 2                | Michele Zarrillo  | Mani nelle mani          | 3,49%          | 12             | 3,80%                    | 12                       | 3,13%                | 10                   | 3,48%  | 11                |
| 3                | Sergio Sylvestre  | Con te                   | 8,10%          | 4              | 7,30%                    | 5                        | 3,13%                | 10                   | 6,37%  | 6                 |
| 4                | Fiorella Mannoia  | Che sia benedetta        | 12,73%         | 2              | 15,05%                   | 1                        | 15,00%               | 1                    | 14,11% | 1                 |
| 5                | Fabrizio Moro     | Portami via              | 7,94%          | 5              | 5,98%                    | 8                        | 4,38%                | 7                    | 6,28%  | 7                 |
| 6                | Alessio Bernabei  | Nel mezzo di un applauso | 3,11%          | 13             | 2,02%                    | 16                       | 3,75%                | 8                    | 3,01%  | 15                |
| 7                | Marco Masini      | Spostato di un secondo   | 3,63%          | 11             | 4,15%                    | 11                       | 2,50%                | 15                   | 3,45%  | 13                |
| 8                | Paola Turci       | Fatti bella per te       | 4,15%          | 9              | 9,80%                    | 3                        | 13,75%               | 2                    | 8,72%  | 5                 |
| 9                | Bianca Atzei      | Ora esisti solo tu       | 7,26%          | 7              | 6,02%                    | 7                        | 1,88%                | 16                   | 5,27%  | 9                 |
| 10               | Francesco Gabbani | Occidentali's Karma      | 14,37%         | 1              | 11,88%                   | 2                        | 9,38%                | 5                    | 12,13% | 2                 |
| 11               | Chiara            | Nessun posto è casa mia  | 2,21%          | 15             | 3,68%                    | 13                       | 3,75%                | 8                    | 3,11%  | 14                |
| 12               | Clementino        | Ragazzi fuori            | 2,69%          | 14             | 2,55%                    | 15                       | 3,13%                | 10                   | 2,78%  | 16                |
| 13               | Ermal Meta        | Vietato morire           | 7,63%          | 6              | 7,72%                    | 4                        | 13,75%               | 2                    | 9,49%  | 3                 |
| 14               | Lodovica Comello  | Il cielo non mi basta    | 3,69%          | 10             | 3,18%                    | 14                       | 3,13%                | 10                   | 3,45%  | 12                |
| 15               | Samuel            | Vedrai                   | 2,11%          | 16             | 5,42%                    | 9                        | 5,63%                | 6                    | 4,16%  | 10                |
| 16               | Michele Bravi     | Il diario degli errori   | 10,59%         | 3              | 4,67%                    | 10                       | 10,63%               | 4                    | 8,82%  | 4                 |

#### Campioni- Finale - 2ª parte
- Vincitore
- Secondo classificato
- Terzo classificato

| Ordine | Artista           | Brano               | Televoto (40%) | Televoto (40%) | Giuria Demoscopica (30%) | Giuria Demoscopica (30%) | Giuria Esperti (30%) | Giuria Esperti (30%) | Totale | Totale            |
| Ordine | Artista           | Brano               | %              | Graduatoria    | %                        | Graduatoria              | %                    | Graduatoria          | Totale | Totale            |
| Ordine | Artista           | Brano               | %              | Graduatoria    | %                        | Graduatoria              | %                    | Graduatoria          | %      | Classifica finale |
| ------ | ----------------- | ------------------- | -------------- | -------------- | ------------------------ | ------------------------ | -------------------- | -------------------- | ------ | ----------------- |
| 1      | Fiorella Mannoia  | Che sia benedetta   | 33,21%         | 2              | 37,89%                   | 1                        | 27,08%               | 3                    | 32,78% | 2                 |
| 2      | Ermal Meta        | Vietato morire      | 23,10%         | 3              | 28,61%                   | 3                        | 43,75%               | 1                    | 30,95% | 3                 |
| 3      | Francesco Gabbani | Occidentali's Karma | 43,69%         | 1              | 36,50%                   | 2                        | 29,17%               | 2                    | 36,27% | 1                 |

Ospiti
- Peppe Vessicchio
- Ladri di Carrozzelle: Stravedo per la vita[89]
- Zucchero: Ci si arrende, Partigiano reggiano e Miserere (in duetto virtuale con Luciano Pavarotti)[90]
- Giusy Buscemi, Alessandra Mastronardi, Diana Del Bufalo[91]
- Enrico Montesano[92]
- Cristiano Malgioglio
- Geppi Cucciari: monologo sulle bugie[93]
- Álvaro Soler: medley El mismo sol / Sofia / Animal[94]
- Paolo Vallesi e Amara: Pace[88]
- Tina Kunakey Di Vita (compagna di Vincent Cassel)[83]
- Emanuele Fasano: Non so come mai[95]
- Carlo Cracco[88]

Videomessaggi
Ogni artista ha ricevuto un videomessaggio di incoraggiamento prima della sua esibizione durante la serata finale. Sono intervenuti:
- Loredana Bertè per Elodie
- Riccardo Fogli per Michele Zarrillo
- Eros Ramazzotti per Sergio Sylvestre
- Enrico Ruggeri per Fiorella Mannoia
- Gianluca Grignani per Fabrizio Moro
- Rudy Zerbi per Alessio Bernabei
- Gabriel Batistuta per Marco Masini
- Nek per Paola Turci
- Kekko Silvestre per Bianca Atzei
- Rosita Celentano per Francesco Gabbani
- Francesco Renga per Chiara
- Edoardo Bennato per Clementino
- Fiorello per Ermal Meta
- Claudio Bisio per Lodovica Comello
- Giuliano Sangiorgi per Samuel
- Fabio Rovazzi per Michele Bravi
- Checco Zalone per Al Bano (fuori gara)

Videomessaggi dei cantanti eliminati
- Anna Tatangelo per Gigi D'Alessio
- Tosca per Ron
- Francesco Facchinetti per Giusy Ferreri
- Fabri Fibra per Nesli & Alice Paba
- J-Ax per Raige e Giulia Luzi

## Premi

### SezioneCampioni
- Vincitore 67º Festival di Sanremo sezione Campioni: Francesco Gabbani con Occidentali's Karma[37]
- Rappresentante italiano all'Eurovision Song Contest 2017: Francesco Gabbani[97]
- Podio - secondo classificato 67º Festival di Sanremo sezione Campioni: Fiorella Mannoia con Che sia benedetta[37]
- Podio - terzo classificato 67º Festival di Sanremo sezione Campioni: Ermal Meta con Vietato morire[37]
- Premio della Critica "Mia Martini" sezione Campioni: Ermal Meta con Vietato morire[9]
- Premio Sala Stampa Radio-TV-Web "Lucio Dalla" sezione Campioni: Fiorella Mannoia con Che sia benedetta[9]
- Premio "Sergio Bardotti" per il miglior testo: Fiorella Mannoia con Che sia benedetta[85]
- Premio "Giancarlo Bigazzi" al miglior arrangiamento: Al Bano con Di rose e di spine[85]
- Menzione Premio Lunezia per Sanremo per il valore musical-letterario del brano sezione Campioni: Fabrizio Moro con Portami via[98]
- Premio Miglior cover: Ermal Meta con Amara terra mia[37]
- Premio SoundiesAwards al miglior videoclip sezione Campioni: Fabrizio Moro con Portami via[99]
- Premio TIMmusic: Francesco Gabbani con Occidentali's Karma[86]

### SezioneNuove proposte
- Vincitore 67º Festival di Sanremo sezione Nuove proposte: Lele con Ora mai[39]
- Premio Emanuele Luzzati: Lele con Ora mai
- Podio - secondo classificato 67º Festival di Sanremo sezione Nuove proposte: Maldestro con Canzone per Federica[39]
- Podio - terzo classificato 67º Festival di Sanremo sezione Nuove proposte: Francesco Guasti con Universo[39]
- Premio della Critica "Mia Martini" sezione Nuove proposte: Maldestro con Canzone per Federica[10]
- Premio Sala Stampa Radio-TV-Web "Lucio Dalla" sezione Nuove proposte: Tommaso Pini con Cose che danno ansia[10]
- Premio "Enzo Jannacci" alla migliore interpretazione - NUOVOIMAIE: Maldestro con Canzone per Federica[100]
- Menzione Premio Lunezia per Sanremo per il valore musical-letterario del brano sezione Nuove proposte: Maldestro con Canzone per Federica[98]
- Premio SoundiesAwards al miglior videoclip sezione Nuove proposte: Maldestro con Canzone per Federica[99]
- Premio Assomusica per la migliore esibizione live: Maldestro con Canzone per Federica[101]

### Altri premi
- Premio alla carriera "Città di Sanremo": Giorgio Moroder[82] e Rita Pavone[102]
- Assegnazione targa FIMI 3xPlatino: LP con Lost on You
- Assegnazione targa FIMI 2xPlatino: Clean Bandit feat. Anne-Marie con Rockabye
- Assegnazione targa FIMI Multiplatino: Álvaro Soler con El mismo sol, Sofia, Libre ed Eterno agosto

## Orchestra
L'orchestra è stata diretta dal maestro Pinuccio Pirazzoli. Le canzoni dei cantanti in gara sono state dirette da:
- Diego Calvetti per Ermal Meta e Marco Masini
- Enzo Campagnoli per Clementino e Michele Bravi
- Valeriano Chiaravalle per Fiorella Mannoia
- Luca Chiaravalli per Paola Turci e Francesco Gabbani[103]
- Sergio Dall'Ora per Tommaso Pini
- Guido Facchini per Braschi
- Maurizio Filardo per Maldestro[104]
- Marco Grasso per Bianca Atzei[105]
- Fabio Gurian per Elodie[106] e Michele Zarrillo
- Umberto Iervolino per Nesli & Alice Paba
- Francesco Morettini per Valeria Farinacci
- Giulio Nenna per Francesco Guasti
- Mauro Pagani per Chiara
- Alterisio Paoletti per Al Bano
- Daniele Parziani per Marianne Mirage
- Adriano Pennino per Gigi D'Alessio
- Pino Perris per Fabrizio Moro, Alessio Bernabei, Ron, Sergio Sylvestre e Lele
- Roberto Procaccini per Leonardo Lamacchia
- Christian Rigano per Samuel
- Roberto Rossi per Giusy Ferreri, Lodovica Comello e Chiara (solo serata cover)
- Massimo Zanotti per Raige e Giulia Luzi

## Jingle
Anche quest'anno, come nelle due edizioni precedenti, l'entrata in scena di ciascun Campione è accompagnata da uno stacchetto che riprende un successo della sua carriera.
- Al Bano: Nel sole (1967)
- Alessio Bernabei: Noi siamo infinito (2016)
- Bianca Atzei: Il solo al mondo (2015)
- Chiara: Straordinario (2015)
- Clementino: Quando sono lontano (2016)
- Elodie: Un'altra vita (2016)
- Ermal Meta: Odio le favole (2016)
- Fabrizio Moro: Pensa (2007)
- Fiorella Mannoia: Quello che le donne non dicono (1987)
- Francesco Gabbani: Amen (2016)
- Gigi D'Alessio: Non dirgli mai (2000)
- Giusy Ferreri: Non ti scordar mai di me (2008)
- Lodovica Comello: Non cadiamo mai (2016)
- Marco Masini: Che giorno è (2015)
- Michele Bravi: La vita e la felicità (2013)
- Michele Zarrillo: Cinque giorni (1994)
- Nesli & Alice Paba: Buona fortuna amore (Nesli, 2015)
- Paola Turci: Bambini (1989)
- Raige e Giulia Luzi: Un abbraccio al sole (Giulia Luzi, 2016)
- Ron: Vorrei incontrarti fra cent'anni (1996)
- Samuel: La risposta (2016)
- Sergio Sylvestre: Big Boy (2016)

## Regia
Dopo le esperienze del 2015 e 2016, la regia viene affidata per il terzo anno di fila a Maurizio Pagnussat, il quale collabora da anni con Carlo Conti. Il regista si è avvalso di dieci telecamere, quattro delle quali controllate a distanza con una tecnologia proveniente dal mondo dell'aeronautica. Per la prima volta vi è stata una sincronizzazione totale tra ripresa luci, grafica e movimentazioni sceniche, con una programmazione computerizzata che ha riprodotto in diretta esattamente tutto quello svolto nelle prove. Mario Catapano ha svolto il ruolo di direttore della fotografia.

## Scenografia
La scenografia è stata disegnata per il terzo anno conseutivo da Riccardo Bocchini, il quale questa volta si è ispirato a un piccolo oggetto di carta, ovvero un semplicissimo pop-up realizzato con un cartoncino ed una fustella. Perseguendo l'idea di dare un continuum progettuale tra palco e platea, si è puntato sulla tridimensionalità e sulla scomponibilità dello spazio scenico, di modo da farlo apparire come un grande pop up osservabile da molteplici punti di vista, in un gioco progettuale dove la scenografia si unisce alla grafica ed alla tecnologia. La scala si compone delle lamelle verticali al centro della scena. I venti motori elettromeccanici che l'azionano, in armonia con il sipario kinetic che può essere calato dall'alto alla velocità di 1m/sec, permettono più di venti conformazioni scenografiche. Dietro il pop-up tecnologico e il suggestivo sipario kinetic, vi è un maestoso ledwall di ultimissima generazione che aprendosi permette agli ospiti di scendere la scala. I due lati orchestrali, messi quest’anno su tre diversi piani, appaiono come simbolici petali concavi che racchiudono il palco.

## Giurie

### Televoto
È il mezzo attraverso cui il pubblico da casa ha potuto esprimere le sue preferenze.
Nel corso delle prime tre serate, Il televoto e il voto della Giuria della Sala Stampa, entrambi con peso del 50%, hanno determinato la graduatorie combinate dei Campioni e delle Nuove proposte, mentre nella quarta serata e nella finale il televoto ha contribuito per il 40% alle graduatorie combinate di entrambe le sezioni assieme al voto della Giuria Demoscopica (30%) e della Giuria degli Esperti (30%). Nel caso specifico della prima e della seconda serata, per la sezione Campioni, sono state aperte una sessione singola di televoto per ognuno dei 10 artisti in gara, ovvero una breve sessione attiva durante l'esibizione (in cui è stato possibile votare solo l'artista che si esibiva in quel momento) e una sessione highlights, aperta al termine di tutte le 10 esibizioni della serata (in cui si è potuto votare per tutti i 10 artisti in gara). In tutte le altre serate si è trattato di sessioni uniche.

### Giuria della Sala Stampa
La Giuria della Sala Stampa è composta dai giornalisti accreditati presso la Sala stampa Roof Ariston e la Sala stampa Radio-TV-Web "Lucio Dalla" aventi diritto di voto.
Nel corso delle prime tre serate, Il televoto e il voto della Giuria della Sala Stampa, entrambi con peso del 50%, hanno determinato la graduatorie combinate dei Campioni e delle Nuove proposte. Ogni giornalista ha espresso le proprie preferenze secondo le seguenti regole:
- Campioni
  - 1a, 2ª e 3ª serata: 3 preferenze singole, ossia da attribuire a 3 artisti differenti.
- Nuove proposte
  - 2ª e 3ª serata: 2 preferenze singole, ossia da attribuire a 2 artisti differenti.

#### Sala Stampa Ariston Roof
La Sala Stampa Ariston Roof è situata all'interno del Teatro Ariston e riunisce i rappresentanti delle testate accreditate fra agenzie giornalistiche, quotidiani, periodici, web, giornali radio, tg e rubriche televisive, nonché testate giornalistiche e radiotv straniere. A maggioranza dei votanti ha attribuito il Premio della Critica "Mia Martini" per entrambe le sezioni.

#### Sala Stampa Radio-TV-Web "Lucio Dalla"
La Sala Stampa Radio-TV-Web "Lucio Dalla" è situata presso il Palafiori di Sanremo e riunisce i rappresentanti delle principali emittenti radiofoniche e televisive private, come giornalisti, conduttori e tecnici. A maggioranza dei votanti ha attribuito il Premio Sala Stampa Radio-TV-Web "Lucio Dalla" per entrambe le sezioni.

### Giuria Demoscopica
La Giuria Demoscopica è un campione di 300 abituali ascoltatori, acquirenti e appassionati di musica originari di tutta Italia e differenti per sesso ed età. I giurati esprimono le loro preferenze da casa attraverso un sistema elettronico nel momento immediatamente successivo alla sua esecuzione in puntata. Il campione è stato costituito da persone diverse in ciascuna serata in cui è chiamato ad esprimersi.
La Giuria Demoscopica ha votato nella quarta serata e nella finale per entrambe le sezioni con un peso del 30% sulla graduatoria combinata assieme al televoto (40%) e della Giuria degli Esperti (30%). Ogni giurato ha espresso le proprie preferenze secondo le seguenti regole:
- Campioni
  - 4a serata: 20 preferenze, tutte da attribuire, per un massimo di 10 preferenze sullo stesso artista e con l'obbligo di votare almeno 10 artisti e un massimo di 19;
  - Finale, 1ª parte: 20 preferenze, tutte da attribuire, per un massimo di 10 preferenze sullo stesso artista e con l'obbligo di votare almeno 8 artisti e un massimo di 15;
  - Finale, 2ª parte: 6 preferenze, da distribuire nella seguente modalità: 3 sul preferito, 2 sul secondo e 1 sul terzo.
- Nuove proposte
  - 4a serata: 2 preferenze singole, ossia da attribuire a 2 artisti differenti.

### Giuria degli Esperti
La Giuria degli Esperti è composta da 8 personaggi del mondo della musica, dello spettacolo e della cultura che non hanno alcun legame particolare con i concorrenti della kermesse.
La Giuria degli Esperti ha votato nella quarta serata e nella finale per entrambe le sezioni con un peso del 30% sulla graduatoria combinata assieme al televoto (40%) e della Giuria Demoscopica (30%). Ogni giurato ha espresso le proprie preferenze secondo le seguenti regole:
- Campioni
  - 4a serata: 20 preferenze, tutte da attribuire, per un massimo di 10 preferenze sullo stesso artista e con l'obbligo di votare almeno 10 artisti e un massimo di 19;
  - Finale, 1ª parte: 20 preferenze, tutte da attribuire, per un massimo di 10 preferenze sullo stesso artista e con l'obbligo di votare almeno 8 artisti e un massimo di 15;
  - Finale, 2ª parte: 6 preferenze, da distribuire nella seguente modalità: 3 sul preferito, 2 sul secondo e 1 sul terzo.
- Nuove proposte
  - 4a serata: una preferenza per uno dei due artisti.

Inoltre, la Giuria degli Esperti ha attribuito il Premio "Sergio Bardotti" per il miglior testo.
La Giuria degli Esperti della sessantasettesima edizione del Festival è stata composta da:
- Giorgio Moroder (produttore discografico, compositore e DJ) - Presidente
- Paolo Genovese (regista e sceneggiatore)
- Linus (conduttore radiofonico e televisivo)
- Greta Menchi (youtuber, cantante e scrittrice)
- Andrea Morricone (compositore e direttore d'orchestra)
- Rita Pavone (cantante)
- Violante Placido (attrice e cantante)
- Giorgia Surina (attrice, conduttrice televisiva e radiofonica)

### Orchestra
A maggioranza dei votanti, i musicisti della Sanremo Festival Orchestra hanno attribuito il Premio "Giancarlo Bigazzi" al miglior arrangiamento.

### Ex aequo
In caso di ex aequo dopo quattro cifre decimali nei risultati complessivi in serata, si è fatto riferimento alla graduatoria del televoto hanno attribuito il Premio "Giuseppe Ninno" noto anche come Mandrake al miglior Comic Selfie. In caso di ulteriore persistenza di ex aequo, nelle prime tre serate si è fatto riferimento alla graduatoria della giuria della Sala Stampa; nelle due ultime serate, alla graduatoria della Giuria degli Esperti.

## PrimaFestival
Dal 29 gennaio all'11 febbraio, Federico Russo, con la partecipazione di Tess Masazza, Herbert Ballerina e Giuseppe Ninno noto anche come Mandrake nel ruolo di inviati, ha condotto PrimaFestival, una striscia quotidiana di 5 minuti dedicata alla kermesse in onda dopo l'edizione serale del TG1. Il programma, trasmesso in diretta dalla Sala Biribissi del teatro del Casinò di Sanremo, è stato caratterizzato da interviste e anticipazioni delle serate.

## DopoFestival
Per l'edizione del 2017 del DopoFestival, la Rai ha riconfermato la conduzione di Nicola Savino con la Gialappa's Band, a cui si sono aggiunte le presenze di Ubaldo Pantani e della band diretta da Vittorio Cosma. Il programma è stato allestito presso Villa Ormond, location anche della precedente edizione. Per la prima volta, il DopoFestival è andato in onda anche la sera della finale. La sigla del programma è Tutta la vita questa vita dei La Rua. Gli autori del programma sono stati Giorgio Cappozzo, Giovanni Benincasa e Lucio Wilson.

## Esclusi
L'organizzazione non ha comunicato i nomi degli artisti che avevano inoltrato domanda per la sezione "Campioni" ma che poi non sono stati selezionati per il Festival. Tuttavia, fra le esclusioni confermate vi sono quelle di Paolo Vallesi e Amara (con Pace, brano poi presentato nel corso della finale di questa edizione), i Jalisse, Sal Da Vinci (con Nanà, brano scritto da Renato Zero), Marcella Bella, Gerardina Trovato, gli Statuto, Loredana Errore e Stefano Picchi (con Ama e dimentica, brano scritto musicando alcuni testi di Papa Francesco). Nelle settimane che hanno preceduto l'annuncio degli artisti in gara sono circolati anche i nomi di Fausto Leali, Raphael Gualazzi, Marco Carta, Briga, Le Deva, Giò Sada, Deborah Iurato, Francesco Renga, i Nomadi, The Kolors, Baby K, Renzo Rubino, Loredana Berté, Levante, i New Trolls, Sergio Cammariere, i Dirotta su Cuba, Silvia Mezzanotte, Antonino Spadaccino e Paolo Meneguzzi.
Inizialmente, Paola Turci aveva presentato anche un secondo brano oltre a Fatti bella per te, ovvero Ma dimme te; la cantautrice aveva espresso una netta preferenza per quest'ultimo brano, tuttavia il presentatore e direttore artistico Carlo Conti optò per la prima canzone.
Fra i 60 artisti ammessi alle audizioni delle "Nuove proposte" figurano anche Enrico Nigiotti (già in gara nel 2015 nella stessa sezione), Gerardo Pulli, i Selton e gli STAG (con il brano Mirabilia). I La Rua invece sono rientrati fra i 12 artisti che hanno preso parte a Sarà Sanremo, ma sono stati eliminati nel corso del programma. La loro eliminazione è stata oggetto di forti critiche, sia del web che del pubblico in studio, al punto che Carlo Conti ha deciso che il loro brano Tutta la vita questa vita sarebbe stato utilizzato come sigla del DopoFestival. Tra i 70 finalisti di Area Sanremo erano rientrati anche I Moderni e Nevruz.

## Ascolti
Risultati di ascolto delle varie serate, secondo rilevazioni Auditel.
| Serata             | Messa in onda      | I parte            | I parte            | II parte           | II parte           | Media ponderata | Media ponderata |
| Serata             | Messa in onda      | Telespettatori     | Share              | Telespettatori     | Share              | Telespettatori  | Share           |
| ------------------ | ------------------ | ------------------ | ------------------ | ------------------ | ------------------ | --------------- | --------------- |
| I                  | 7 febbraio 2017    | 13 176 000         | 50,1%              | 6 212 000          | 52,01%             | 11 374 000      | 50,37%          |
| II                 | 8 febbraio 2017    | 11 708 000         | 46,04%             | 5 826 000          | 50,61%             | 10 367 000      | 46,6%           |
| III                | 9 febbraio 2017    | 12 751 000         | 49,74%             | 5 418 000          | 49,35%             | 10 420 000      | 49,7%           |
| IV                 | 10 febbraio 2017   | 11 674 000         | 45,68%             | 6 179 000          | 53,27%             | 9 886 000       | 47,05%          |
| Finale             | 11 febbraio 2017   | 13 553 000         | 54,3%              | 9 681 000          | 59,7%              | 12 022 000      | 58,4%           |
| Media delle serate | Media delle serate | Media delle serate | Media delle serate | Media delle serate | Media delle serate | 10 814 000      | 50,42%          |

Il picco di ascolto è stato all'1:35 di domenica 12 febbraio 2017 alla proclamazione del vincitore, con il 75,53% di share.

## Trasmissione dell'evento
| Area                     | Rete        |
| ------------------------ | ----------- |
| Italia                   | Rai 1       |
| Italia                   | Rai Radio 2 |
| Italia (resto del mondo) | Rai Italia  |
| Albania                  | RTSH        |
| Russia                   | Vremya      |
| Unione europea           | Eurovisione |

## Classifiche

### Classifica passaggi radio
| Artista             | Canzone                  | Posizione massima | Posizione massima            | Posizione massima                 |
| Artista             | Canzone                  | Sanremo Big 2017  | Airplay italiano (nazionale) | Airplay italiano (internazionale) |
| ------------------- | ------------------------ | ----------------- | ---------------------------- | --------------------------------- |
| Francesco Gabbani   | Occidentali's Karma      | 1                 | 1                            | 1                                 |
| Samuel              | Vedrai                   | 2                 | 2                            | 4                                 |
| Fiorella Mannoia    | Che sia benedetta        | 3                 | 3                            | 5                                 |
| Ermal Meta          | Vietato morire           | 4                 | 5                            | 11                                |
| Paola Turci         | Fatti bella per te       | 5                 | 7                            | 15                                |
| Elodie              | Tutta colpa mia          | 6                 | 9                            | 22                                |
| Michele Bravi       | Il diario degli errori   | 7                 | 10                           | 25                                |
| Gigi D'Alessio      | La prima stella          | 8                 | 13                           | 29                                |
| Bianca Atzei        | Ora esisti solo tu       | 9                 | 7                            | 15                                |
| Giusy Ferreri       | Fa talmente male         | 10                | 12                           | 30                                |
| Fabrizio Moro       | Portami via              | 11                | 15                           | —                                 |
| Marco Masini        | Spostato di un secondo   | 12                | 13                           | —                                 |
| Alessio Bernabei    | Nel mezzo di un applauso | 13                | 17                           | —                                 |
| Raige e Giulia Luzi | Togliamoci la voglia     | 14                | 17                           | —                                 |
| Sergio Sylvestre    | Con te                   | 15                | —                            | —                                 |
| Michele Zarrillo    | Mani nelle mani          | 16                | —                            | —                                 |
| Ron                 | L'ottava meraviglia      | 17                | —                            | —                                 |
| Chiara              | Nessun posto è casa mia  | 18                | 30                           | —                                 |
| Clementino          | Ragazzi fuori            | 19                | —                            | —                                 |
| Lodovica Comello    | Il cielo non mi basta    | 20                | —                            | —                                 |
| Nesli & Alice Paba  | Do retta a te            | 21                | —                            | —                                 |
| Al Bano             | Di rose e di spine       | 22                | —                            | —                                 |

### Singoli
| Artista           | Singolo                  | Italia (Massima posizione raggiunta) | Italia (Certificazioni vendite FIMI) | Vendite  |
| ----------------- | ------------------------ | ------------------------------------ | ------------------------------------ | -------- |
| Francesco Gabbani | Occidentali's Karma      | 1                                    | Platino (6)                          | 300.000+ |
| Fiorella Mannoia  | Che sia benedetta        | 3                                    | Platino                              | 50.000+  |
| Michele Bravi     | Il diario degli errori   | 4                                    | Platino (2)                          | 100.000+ |
| Fabrizio Moro     | Portami via              | 6                                    | Platino (2)                          | 100.000+ |
| Ermal Meta        | Vietato morire           | 7                                    | Platino (2)                          | 100.000+ |
| Elodie            | Tutta colpa mia          | 12                                   | Platino                              | 50.000+  |
| Sergio Sylvestre  | Con te                   | 13                                   | Oro                                  | 25.000+  |
| Bianca Atzei      | Ora esisti solo tu       | 21                                   | Oro                                  | 25.000+  |
| Paola Turci       | Fatti bella per te       | 26                                   | Oro                                  | 25.000+  |
| Samuel            | Vedrai                   | 27                                   | Oro                                  | 25.000+  |
| Chiara            | Nessun posto è casa mia  | 34                                   |                                      |          |
| Lele              | Ora mai                  | 36                                   |                                      |          |
| Lodovica Comello  | Il cielo non mi basta    | 37                                   |                                      |          |
| Marco Masini      | Spostato di un secondo   | 45                                   |                                      |          |
| Alessio Bernabei  | Nel mezzo di un applauso | 48                                   |                                      |          |
| Giusy Ferreri     | Fa talmente male         | 57                                   |                                      |          |
| Clementino        | Ragazzi fuori            | 60                                   |                                      |          |
| Michele Zarrillo  | Mani nelle mani          | 63                                   |                                      |          |
| Gigi D'Alessio    | La prima stella          | 79                                   |                                      |          |

### Album
| Artista           | Album                            | Italia (Massima posizione raggiunta) | Italia (Certificazioni vendite FIMI) | Vendite |
| ----------------- | -------------------------------- | ------------------------------------ | ------------------------------------ | ------- |
| Ermal Meta        | Vietato morire                   | 1                                    | Platino                              | 50.000+ |
| Francesco Gabbani | Magellano                        | 1                                    | Platino                              | 50.000+ |
| Michele Bravi     | Anime di carta                   | 1                                    | Platino                              | 50.000+ |
| Fabrizio Moro     | Pace                             | 2                                    | Oro                                  | 25.000+ |
| Paola Turci       | Il secondo cuore                 | 2                                    |                                      |         |
| Samuel            | Il codice della bellezza         | 2                                    |                                      |         |
| Clementino        | Vulcano                          | 3                                    |                                      |         |
| Gigi D'Alessio    | 24 febbraio 1967                 | 3                                    | Oro                                  | 25.000+ |
| Fiorella Mannoia  | Combattente *                    | 4                                    | Platino                              | 50.000+ |
| Elodie            | Tutta colpa mia                  | 6                                    |                                      |         |
| Marco Masini      | Spostato di un secondo           | 6                                    |                                      |         |
| Chiara            | Nessun posto è casa mia          | 10                                   |                                      |         |
| Sergio Sylvestre  | Sergio Sylvestre                 | 10                                   |                                      |         |
| Giusy Ferreri     | Girotondo                        | 11                                   |                                      |         |
| Michele Zarrillo  | Vivere e rinascere               | 16                                   |                                      |         |
| Lele              | Costruire 2.0 *                  | 17                                   |                                      |         |
| Al Bano           | Di rose e di spine               | 20                                   |                                      |         |
| Nesli             | Kill Karma - La mente è un'arma* | 22                                   |                                      |         |
| Ron               | La forza di dire sì *            | 25                                   |                                      |         |
| Maldestro         | I muri di Berlino                | 26                                   |                                      |         |
| Alice Paba        | Se fossi un angelo               | 39                                   |                                      |         |
| Raige             | Alex - Sanremo Edition*          | 45                                   |                                      |         |
| Francesco Guasti  | Universo                         | 69                                   |                                      |         |
| Giulia Luzi       | Togliamoci la voglia             | 81                                   |                                      |         |

*: gli album segnati con l'asterisco sono riedizioni di album usciti precedentemente (la massima posizione è data solo dalla riedizione, la certificazione da entrambe le versioni)

### Compilation
| Compilation  | Italia (Massima posizione raggiunta) | Italia (Certificazioni vendite FIMI) | Vendite |
| ------------ | ------------------------------------ | ------------------------------------ | ------- |
| Sanremo 2017 | 1                                    | Platino                              | 20.000+ |

La compilation contiene tutti i brani partecipanti alla manifestazione, tranne Ora esisti solo tu di Bianca Atzei.

## Eurovision Song Contest

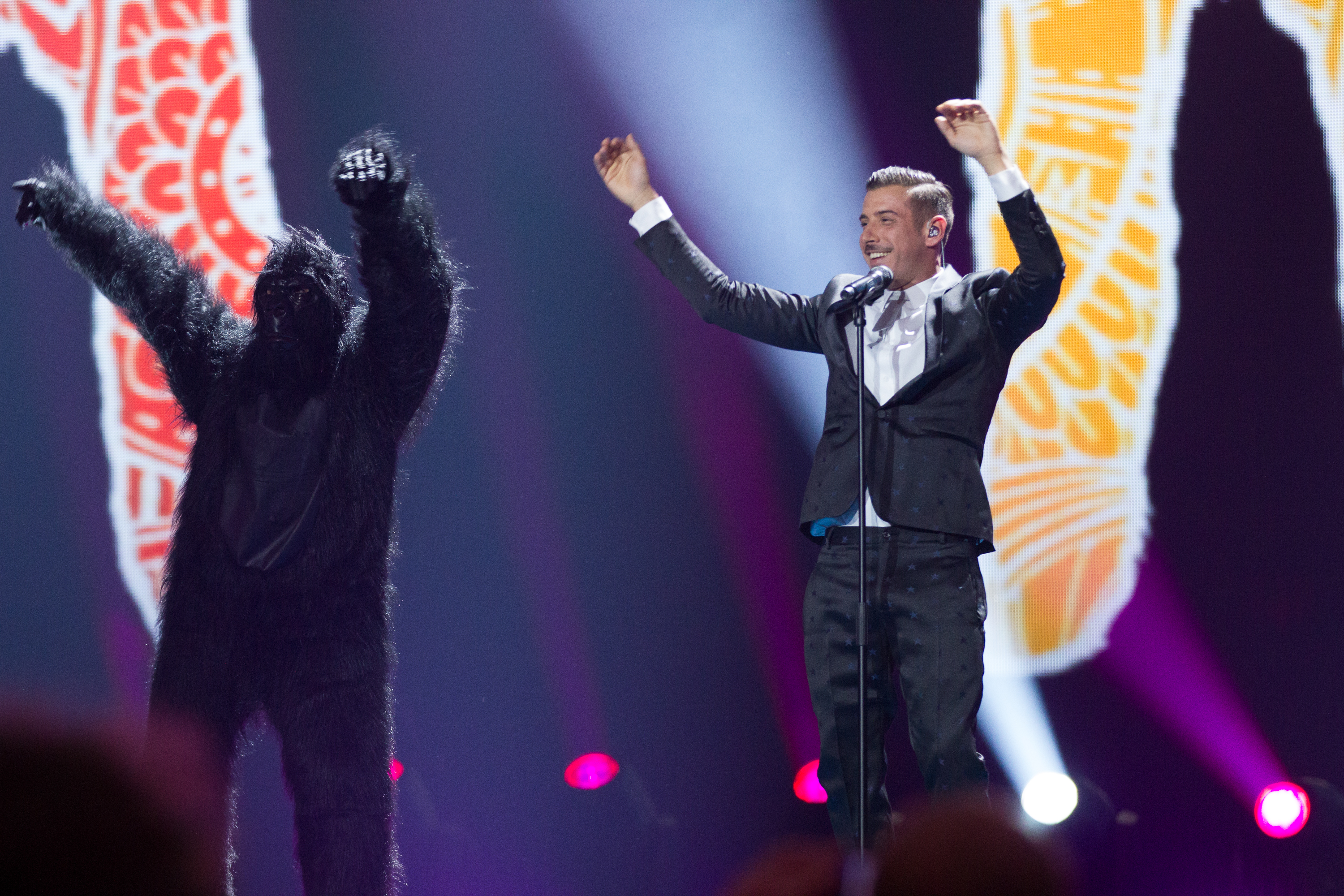
Francesco Gabbani e la "scimmia" (il ballerino Filippo Ranaldi) durante le prove per la finale dell'Eurovision Song Contest 2017 a Kiev, in Ucraina.

Come da regolamento, al vincitore della sezione Campioni è stata offerta la possibilità di rappresentare l'Italia all'Eurovision Song Contest. Durante la conferenza stampa al termine della finale, Francesco Gabbani ha accettato ufficialmente l'invito a prendere parte all'Eurovision Song Contest 2017. L'artista ha scelto di partecipare con una versione ridotta di Occidentali's Karma, brano vincitore del Festival di Sanremo.
Nei mesi che hanno preceduto il concorso, la canzone è entrata in rotazione radiofonica in diversi Paesi europei ed il video ufficiale su YouTube ha superato le 100 milioni di visualizzazioni in poco più di due mesi dalla sua distribuzione. Alla vigilia dell'evento Gabbani risultava essere il favorito alla vittoria sia per i bookmaker che per la stampa. Essendo una delle cosiddette Big Five, l'Italia si è automaticamente qualificata per la finale.
Il 13 maggio 2017 Francesco Gabbani si è esibito al Centro espositivo internazionale di Kiev in occasione della finale dell'evento. Nonostante i pronostici, il cantautore si è classificato solo al sesto posto con 334 punti. Di questi, 208 sono provenuti dal televoto, nella cui classifica Gabbani è risultato essere sesto; gli altri 126 gli sono stati attribuiti dalle giurie nazionali, per le quali è stato il settimo artista preferito. L'Italia ha comunque ricevuto i famosi douze points sia dal televoto che dalle giurie di Albania e Malta. Inoltre, Francesco Gabbani ha vinto il premio della stampa dei Marcel Bezençon Award e l'OGAE Eurovision Song Contest Poll, concorso realizzato dall'OGAE, fanclub internazionale dell'Eurovision Song Contest, in cui gli iscritti votano il proprio brano preferito fra quelli in gara.

## Curiosità
- Francesco Gabbani è uno dei sette artisti che hanno trionfato sia nella sezione cadetta che in quella principale; gli altri sono Eros Ramazzotti (1984 tra i Giovani e 1986 tra i Campioni), Marco Masini (1990 tra le Novità e 2004 tra i Campioni), Aleandro Baldi (1992 tra le Nuove proposte e 1994 tra i Campioni), Annalisa Minetti (1998 in entrambe le categorie), Fabrizio Moro (2007 tra i Giovani e 2018 tra i Campioni in coppia con Ermal Meta) e Arisa (2009 tra le Nuove proposte e 2014 tra i Campioni).
  - Fra questi, Francesco Gabbani è l'unico ad aver vinto le due edizioni consecutivamente: tra le Nuove proposte nel 2016 e tra i Campioni nel 2017.
- Com'era già accaduto nel 2015, durante la finale a tre dei Campioni ognuna delle tre giurie ha preferito un artista diverso: Francesco Gabbani ha vinto al televoto, Fiorella Mannoia è stata la preferita della Giuria Demoscopica e Ermal Meta ha raccolto il maggior numero di voti della Giuria degli Esperti.[37]
- Ermal Meta ha vinto la serata delle cover e si è classificato terzo nella classifica finale, come anche nell'edizione del 2021.
- Per la prima volta da quando la Rai distribuisce i tabulati delle votazioni, vi è stato un ex aequo in una graduatoria combinata della sezione Campioni stilata tramite la media ponderata dei voti percentuali: durante la prima votazione della finale, Lodovica Comello e Marco Masini hanno ottenuto entrambi il 3,45% dei voti. Come da regolamento, è stata favorita la prima in quanto preferita dal televoto.[37]
- Alessio Bernabei è l'unico artista ad aver preso parte a tutti e tre i Festival diretti da Carlo Conti: nel 2015 come voce dei Dear Jack e nel 2016 e 2017 in veste da solista.
- In questa edizione il gruppo di comici The Jackal ha lanciato il tormentone "Termostato", in riferimento a una battuta tratta da una delle produzioni del proprio canale YouTube. La suddetta parola è stata pronunciata da diversi artisti ed ospiti al termine delle rispettive esibizioni, durante le interviste o in circostanze simili. Hanno preso parte alla sfida Paola Cortellesi, Michele Bravi, Lodovica Comello, Clementino, Peppe Vessicchio e addirittura i presentatori Carlo Conti e Maria De Filippi.[146]